# Lachen (Unterjesingen)
Lachen ist eine Wüstung auf der Gemarkung Unterjesingen im Landkreis Tübingen.

## Lage
Die genaue Lage ist bisher unbekannt. Lachen lag vermutlich am Schönbuchrand. Das Landesdenkmalamt vermutet, der Weiler habe möglicherweise am „Ausgang des Rosecker Tälchens 200 m westlich der Ortskirche“ von Unterjesingen gelegen, das heißt am Enzbach. Der abgegangene Weiler ist möglicherweise identisch mit dem Ort, auf den der Bachname Weilersbach zurückgeht.

## Geschichte
Lachen war der namengebende Sitz der Niederadligen von Ihlingen und von Lachen im 13. Jahrhundert. Die Herren von Lachen sind später abgewandert.
Bis zum kritischen Datum von 1342, als die Güter der Pfalzgrafen von Tübingen vor allem durch Verkauf an Württemberg oder durch Schenkung an das Kloster Bebenhausen kamen, sind in der Gegend von Tübingen mehrere Orte verlassen worden und abgegangen, zum Beispiel Hindebach und Wennfeld. Dadurch kam es zu einer Einkommensminderung der Pfalzgrafen und deren Ministerialen sowie zu einem durch die Landflucht ausgelösten Bevölkerungsanstieg in Tübingen.

### Urkundliche Erwähnungen

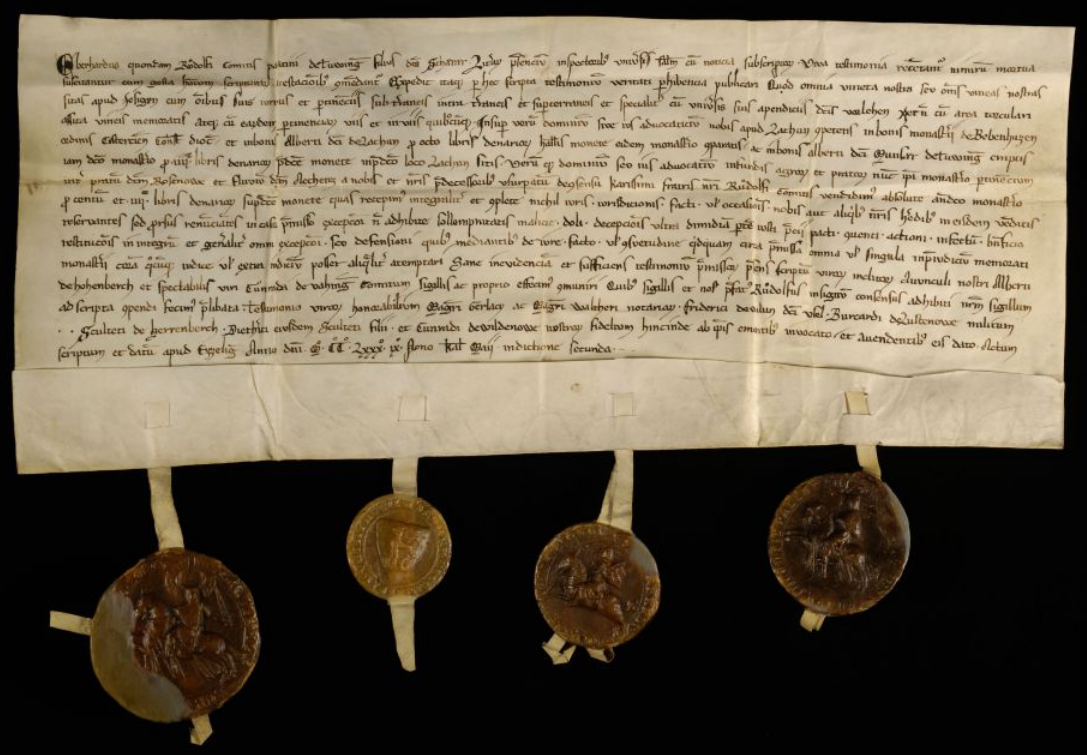
Eberhard der Scherer verkaufte am 23. April 1289 unter anderem das Eigentums- und Vogteirecht über verschiedene Güter bei Lachen an das Kloster Bebenhausen

Im Landesarchiv Baden-Württemberg gibt es darüber fünf Urkunden unter Allgemeines zur Geschichte, Päpstliche Urkunden und Jesingen:
Bereits um 1204 wird es als „in Lache“ urkundlich erwähnt.
Als Papst Gregor IX. am 8. März 1229 das Kloster Bebenhausen in seinen Schutz nahm, bestätigte er unter anderem dessen rechtmäßig erworbenen Güterbesitz in Lachen und weitere aufgezählte Rechte und Freiheiten.
Eberhard der Scherer verkaufte am 23. April 1289 die Vogtei über die in Lachen gelegenen Güter des Albert Munsær von Tübingen im Wert von 4 Pfund Heller und die des Albert von Lachen im Wert von 8 Pfund Heller an das Kloster Bebenhausen.

### Bekannte Personen
Bentz von Lachen war 1363 ein Zeuge bei Götz III., und im Jahr 1415 wird ein Hainz von Lachen erwähnt. Im Jahr 1419 war Konrad von Lachen Richter in Weil im Schönbuch.